# Medigames

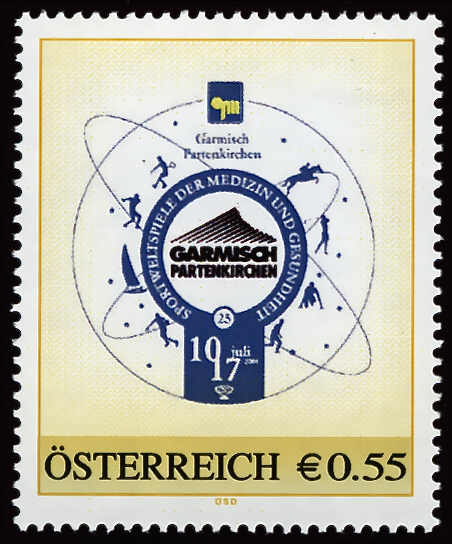
Briefmarke zu den 25. Sportweltspielen der Medizin 2004 in Garmisch-Partenkirchen

 Die Medigames (World Medical and Health Games, Sportweltspiele der Medizin und Gesundheit, Jeux Mondiaux de la Médecine et de la Santé; abgekürzt JMM) werden von der französischen Corporate Sport Organisation (CSO; Groupe Alice Événemants) seit 1980 auf verschiedenen Kontinenten organisiert und als Weltmeisterschaften für Angehörige der medizinischen Berufe angesehen.
Die Austragung erfolgt in über 20 Sportarten und in fünf Altersklassen (A – bis 35 Jahre; B – 35–45 Jahre; C – 45–55 Jahre; D – 55–65 Jahre und E – älter als 65 Jahre). In den Mannschaftssportarten, Golf und Schach erfolgt keine Alterseinteilung. Jedoch wird das Fußball-Seniorenturnier
seit dem Jahr 2007 mit 11 Spielern pro Mannschaft für die Altersgruppe der über 35-Jährigen ausgetragen.
Jedes Jahr nehmen bis zu 2000 Personen aus bislang 54 Nationen teil.
Seit Jahren sind Deutschland und Frankreich sowohl die teilnehmerstärksten als auch erfolgreichsten Länder.

## Bisherige Austragungen
1. 1980 Cannes (Frankreich)
2. 1981 Font-Romeu (Frankreich)
3. 1982 Cannes (Frankreich)
4. 1983 Paris (Frankreich)
5. 1984 Abano Terme (Italien)
6. 1985 Monte Carlo (Monaco)
7. 1986 Montecatini Terme (Italien)
8. 1987 Casablanca (Marokko)
9. 1988 Lyon (Frankreich)
10. 1989 Montreal (Kanada)
11. 1990 Perpignan (Frankreich)
12. 1991 Iraklio (Kreta)
13. 1992 Ostuni (Italien)
14. 1993 Saint-Malo (Frankreich)
15. 1994 Evian (Frankreich)
16. 1995 Limerick (Irland)
17. 1996 Lissabon (Portugal)
18. 1997 Le Touquet-Paris-Plage (Frankreich)
19. 1998 Klagenfurt (Österreich)
20. 1999 Saint-Tropez (Frankreich)
21. 2000 Cannes (Frankreich)
22. 2001 Evian (Frankreich)
23. 2002 Balaton (Ungarn)
24. 2003 Stirling (Schottland)
25. 2004 Garmisch-Partenkirchen (Deutschland)
26. 2005 Alicante (Spanien)
27. 2006 Montecatini Terme (Italien)
28. 2007 Agadir (Marokko)
29. 2008 Garmisch-Partenkirchen (Deutschland)
30. 2009 Alicante (Spanien)
31. 2010 Poreč (Kroatien)
32. 2011 Las Palmas de Gran Canaria (Spanien)
33. 2012 Antalya (Türkei)
34. 2013 Zagreb (Kroatien)
35. 2014 Wels (Österreich)
36. 2015 Limerick (Irland)
37. 2016 Maribor (Slowenien)
38. 2017 Marseille (Frankreich)
39. 2018 Malta (Malta)
40. 2019 Budva (Montenegro)
41. 2020 Vila Real de Santo Antonio (Portugal)

## Sportarten (2010)
- Badminton
- Basketball
- Beach-Volleyball
- Fechten (Degen, Florett, Säbel)
- Fußball (Turnier mit 11 Spielern, mit 6 Spielern, und Senioren +35 Jahre mit 11 Spielern)
- Gewichtheben (Powerlift)
- Golf
- Judo
- Leichtathletik (100 m, 200 m, 400 m, 800 m, 5000 m M, 3000 m F, 4 × 100 m Staffel (3 Altersklassen); Geländelauf; Halbmarathon; Weitsprung, Hochsprung; Kugelstoßen, Speerwurf, Hammerwurf),
- Mountainbike
- Straßenradfahren (4 Etappen)
- Schach (30 min Bedenkzeit pro Spieler und Partie)
- Sportschießen (Luftgewehr 10 m, Luftpistole 10 m, Karabiner 50 m; Tontaubenschießen: American Trap, Olympischer Graben, Skeet-Schießen – eigene Waffen sind mitzubringen)
- Schwimmen (50 m Rücken; 50 m Schmetterling; 100 m Brust; 400 m Freistil; 800 m Freistil F; 1500 m Freistil; 4 × 50 m Lagen; 4 × 50 m Lagenstaffel)
- Tennis
- Tischtennis
- Triathlon (olympische Distanz)
- Volleyball (gemischte Mannschaften zugelassen)